# Chalybion californicum
Chalybion californicum là một loài côn trùng cánh màng trong họ Sphecidae, thuộc chi Chalybion. Loài này được de Saussure miêu tả khoa học đầu tiên năm 1867. Chúng chỉ ăn loài nhện quả phụ đen. Nó không xây dựng một tổ, nhưng sử dụng tổ bị bỏ rơi bởi ong bắp cày bùn khác. Giống như các loài tò vò bùn khác, nó hiếm khi hung hăng. Loài tò vò này thường được xem là có lợi, bởi vì chúng giúp điều tiết dân số của loài nhện góa phụ đen.

## Hình ảnh

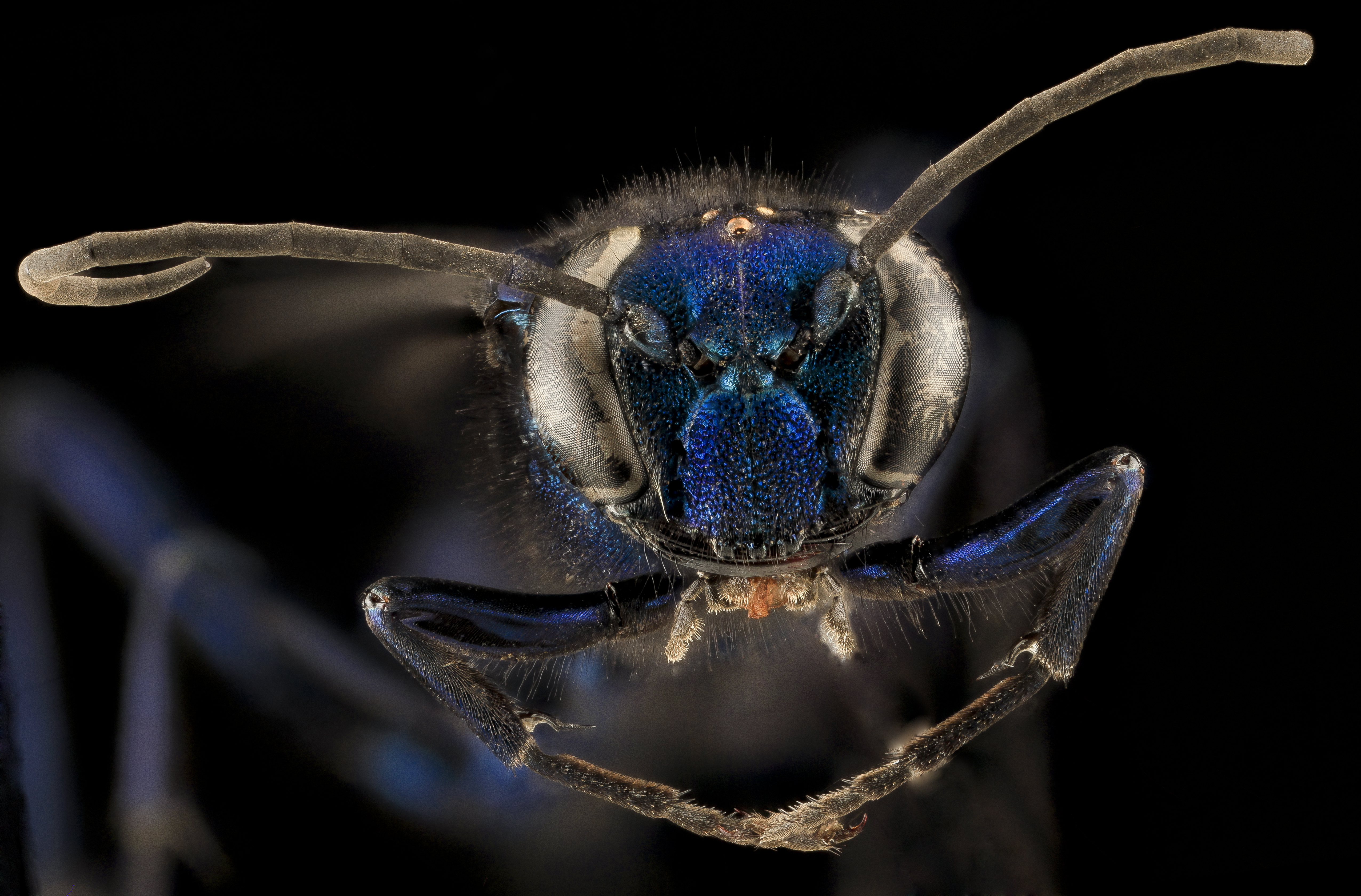
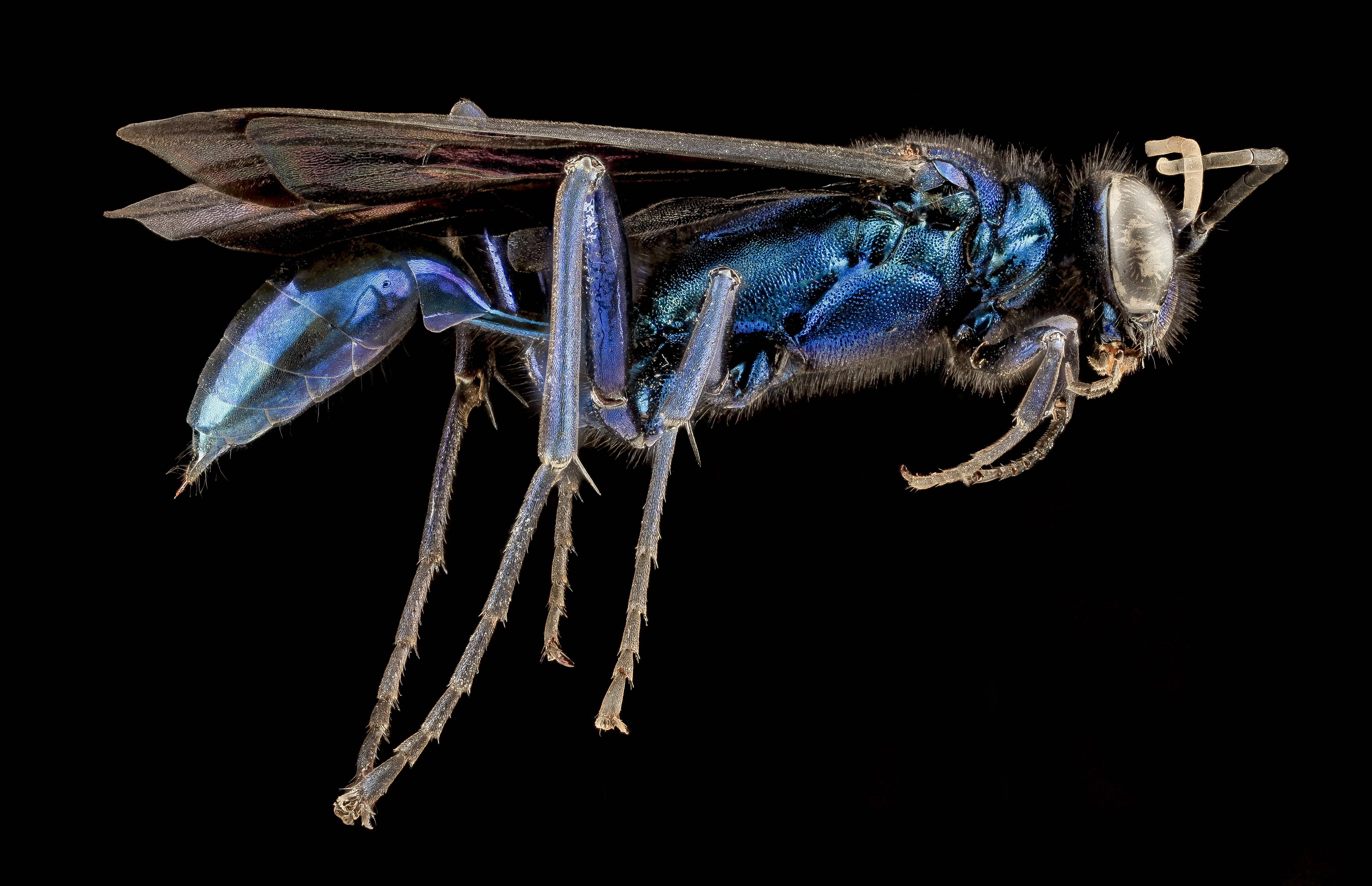